# Magnus Konow
Magnus Andreas Thulstrup Clasen Konow (Melsomvik, Stokke, Vestfold, 1 de setembre de 1887 - San Remo, Itàlia, 25 d'agost de 1972) va ser un regatista noruec que va competir durant la primera meitat del segle XX i que va prendre part en sis edicions dels Jocs Olímpics, el 1908, 1912, 1920, 1928, 1936 i 1948. Era el pare del també regatista Karsten Konow.
El 1908, als Jocs de Londres, fou quart en la prova dels 8 metres a bord del Fram. El 1912, a Estocolm, guanyà la medalla d'or en la dels 12 metres, a bord del Magda IX. El 1920, a Anvers, un cop acabada la Primera Guerra Mundial, guanyà una nova medalla d'or en els 8 metres (1907 rating) del programa de vela, aquesta vegada a bord del Sildra-1. El 1928, a Amsterdam, fou quart en la modalitat dels 8 metres, la mateixa posició que finalitzà el 1948 a Londres, però en la modalitat de 6 metres. Abans, el 1936, havia guanyat la medalla de plata als Jocs de Berlín en la modalitat de 6 metres a bord del Lully II.